# Literaturjahr 2024
Liste der Literaturjahre

◄◄ | ◄ | 2020 | 2021 | 2022 | 2023 | Literaturjahr 2024 | 2025

Weitere Ereignisse
Dieser Artikel behandelt das Literaturjahr 2024.

## Ereignisse
- 12.–14. März: Londoner Buchmesse
- 16. März: Zwölfter Indiebookday
- 21. März: 25. Welttag der Poesie
- 21.–24. März: Leipziger Buchmesse mit dem Gastland Niederlande und Flandern
- 12.–14. April: Pariser Buchmesse mit dem Ehrengast Québec
- 23. April: Welttag des Buches und des Urheberrechts
- 16.–20. Oktober: 75. Frankfurter Buchmesse mit dem Ehrengast Italien
- 24. Oktober: Tag der Bibliotheken

## Jahrestage (Auswahl)

### Personen
- 01. Februar: 150. Geburtstag von Hugo von Hofmannsthal
- 03. Februar: 150. Geburtstag von Gertrude Stein0
- 23. Februar: 125. Geburtstag von Erich Kästner
- 22. März: 125. Geburtstag von Vladimir Nabokov
- 26. März: 75. Geburtstag von Patrick Süskind
- 19. April: 200. Todestag George Gordon Byron
- 28. April: 150. Geburtstag Karl Kraus
- 03. Juni: 100. Todestag von Franz Kafka

## Gestorben im Jahr 2024

### Autoren
- 01. Januar: Herbie Brennan
- 01. Januar: David J. Skal
- 01. Januar: Rainer Warning
- 02. Januar: Bernd Ulrich
- 03. Januar: Dieter Hoffmann
- 05. Januar: Helena Adler
- 05. Januar: Joseph Lelyveld
- 05. Januar: Nicholas Rescher
- 05. Januar: Jutta Schlott
- 06. Januar: Herbert Lehnert
- 07. Januar: Maksym Krywzow
- 08. Januar: Richard Rosenfeld
- 09. Januar: Bernd-Ingo Friedrich
- 10. Januar: Terry Bisson
- 11. Januar: Norbert Loacker
- 14. Januar: Júlio Moreira
- 14. Januar: Tom Purdom
- 14. Januar: Lew Rubinstein
- 14. Januar: Howard Waldrop
- 15. Januar: Helmut Willke
- 17. Januar: Brian Brett
- 17. Januar: Wilhelm Dupré
- 17. Januar: Günter Figal
- 18. Januar: Donald Adamson
- 18. Januar: Hartmut Elsenhans
- 22. Januar: Elke Erb
- 26. Januar: Ilse Helbich
- 26. Januar: Goran Petrović
- 27. Januar: Alfred Komarek
- 13. Mai: Alice Munro
- 19. August: Klaus Stiller
- 05. Dezember: Jacques Roubaud
- 06. Dezember: Christine Trüb

### Weitere Persönlichkeiten
- 01. Januar: Peter Magubane
- 03. Januar: Ursula Heindrichs
- 08. Januar: Shahla Lahiji
- 24. Januar: Christian Brandstätter
- 25. Januar: Frank-Patrick Steckel
- 29. Juni: Jürgen Busche
- 01. Juli: Ismail Kadare

## Gemeinfrei seit 2024
Die Werke der folgenden im Jahr 1953 verstorbenen Schriftsteller sind seit dem 1. Januar 2024 gemeinfrei:
- Iwan Alexejewitsch Bunin

## Neuerscheinungen
- Donnerstags im Café unter den Kirschbäumen – Michiko Aoyama
- In den Wald – Maddalena Vaglio Tanet
- Knife. Gedanken nach einem Mordversuch – Salman Rushdie
- Luna – Phillip P. Peterson
- Superhits der Shōwa-Ära – Ryū Murakami
- Das Philosophenschiff  – Michael Köhlmeier
- Wellness – Nathan Hill
- Freiheit. Erinnerungen 1954–2021 – Angela Merkel und Beate Baumann
- Das Einhörnchen, das rückwärts leben wollte – Walter Moers

## Literaturpreise 2024

### Deutsche Literaturpreise
- Anna Seghers-Preis: Johannes Herwig
- Annette-von-Droste-Hülshoff-Preis: Anne Weber
- Bettina-Brentano-Preis: Michael Lentz
- Bremer Literaturpreis:
  - Hauptpreis: Teresa Präauer
  - Förderpreis: Katharina Mevissen
- Carl-Zuckmayer-Medaille: Matthias Brandt
- Clemens-Brentano-Preis: Sibylla Vričić Hausmann
- Deutscher Buchpreis: Martina Hefter für Hey guten Morgen, wie geht es dir?
- Düsseldorfer Literaturpreis: Ronya Othmann
- Ernst-Meister-Preis: Uljana Wolf
- Georg-Büchner-Preis: Oswald Egger
- Großer Preis des Deutschen Literaturfonds: Martina Hefter
- Heinrich-Mann-Preis: Lena Gorelik
- Hölty-Preis: Alexandru Bulucz
- Johann-Peter-Hebel-Preis: Pierre Kretz
- Joseph-Breitbach-Preis: Anne Weber
- Klopstock-Preis:
  - Hauptpreis: Yevgeniy Breyger
  - Förderpreis: Manuela Bibrach
- Kranichsteiner Literaturförderpreis: Nora Schramm
- Leipziger Buchpreis zur Europäischen Verständigung: Omri Boehm
- Literaturpreis der A und A Kulturstiftung: Christian Rosenau
- Literaturpreis der Landeshauptstadt Wiesbaden: Martina Hefter
- Literaturpreis der Stadt Fulda: Konstantin Ferstl
- Literaturpreis „Text & Sprache“ des Kulturkreises der deutschen Wirtschaft: Dana Vowinckel
- Ludwig-Börne-Preis: Daniel Kehlmann
- Lyrikpreis der Südpfalz: Karin Fellner
- Lyrikpreis München: Steffen Popp
- Mainzer Stadtschreiber: Julia Schoch
- Marie Luise Kaschnitz-Preis: Anja Kampmann
- Paul-Celan-Preis: Thomas Weiler
- Peter-Huchel-Preis: Anja Utler
- Preis der Leipziger Buchmesse
  - Belletristik: Barbi Marković
  - Sachbuch/Essayistik: Tom Holert
  - Übersetzung: Ki-Hyang Lee
- Preis der Literaturhäuser: Fiston Mwanza Mujila
- Rheingau-Literatur-Preis: Matthias Jügler
- Ricarda-Huch-Preis: Philipp Peyman Engel
- Robert-Gernhardt-Preis: Christina Griebel und Martin Piekar
- Samuel-Bogumil-Linde-Preis: Anne Weber
- Thomas-Mann-Preis: Navid Kermani
- Usedomer Literaturpreis: Ronya Othmann
- Wiesbadener Lyrikpreis Orphil:
  - Hauptpreis: Franz Dodel
  - Förderpreis: Sirka Elspaß

### Internationale Literaturpreise
- Anton-Wildgans-Preis: Laura Freudenthaler
- Floriana: Tiny House von Mario Wurmitzer
  - 2. Platz: Biskuit von Anna Felnhofer
  - 3. Platz: Top Girls von Ana Drezga
  - Förderpreis: Mausoleum Mariae von Leander Fischer

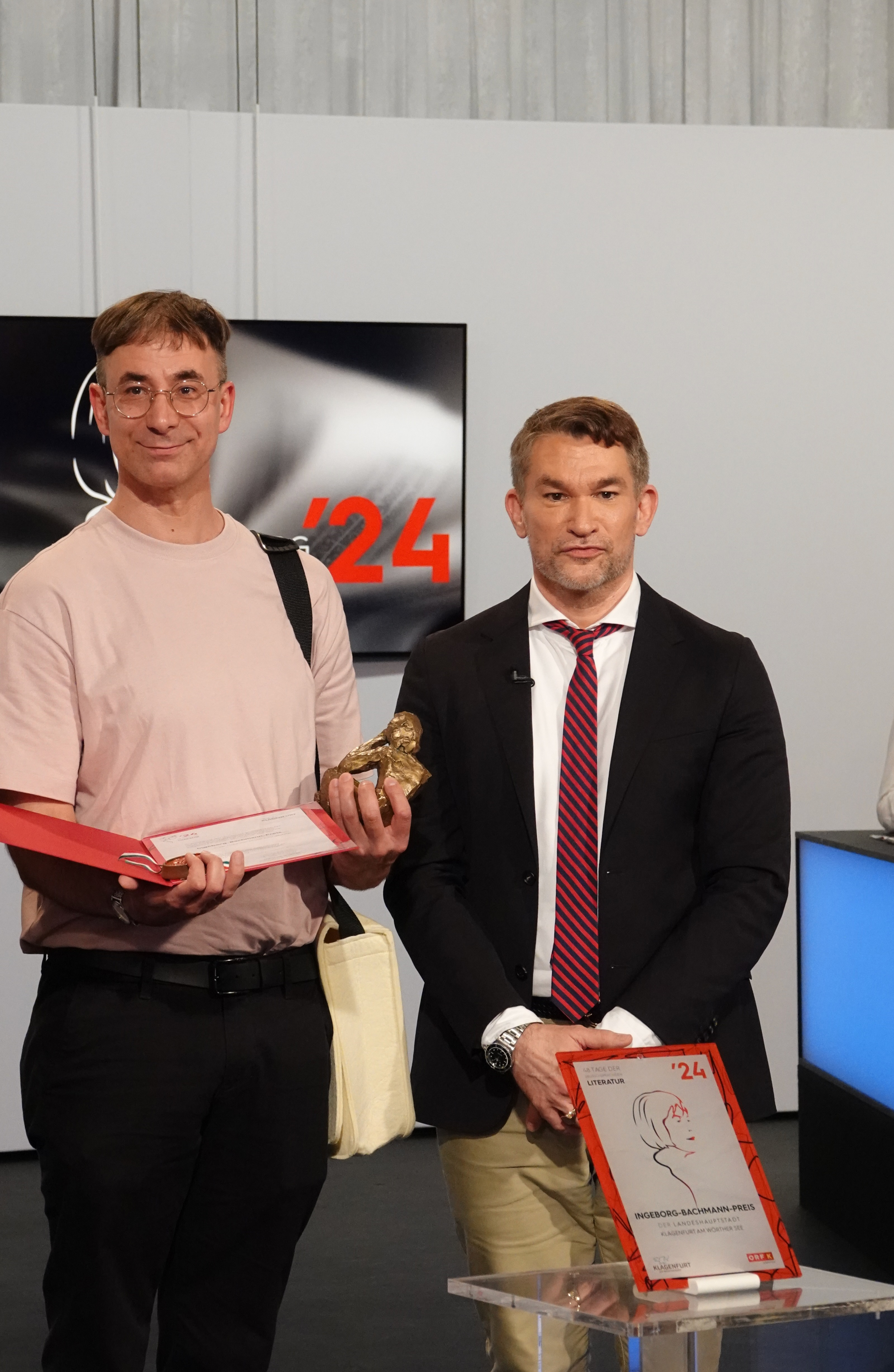
Verleihung des Bachmann-Preises an Tijan Sila (rechts der Laudator Philipp Tingler)

- Ingeborg-Bachmann-Preis: Tijan Sila: Der Tag, an dem meine Mutter verrückt wurde
  - Deutschlandfunk-Preis: Denis Pfabe: Die Möglichkeit einer Ordnung
  - Kelag-Preis: Tamara Štajner: Luft nach unten
  - 3sat-Preis: Johanna Sebauer: Das Gurkerl
  - BKS-Bank-Publikumspreis und das daran gekoppelte Stadtschreiber-Stipendium der Stadt Klagenfurt: Johanna Sebauer: Das Gurkerl
- Internationaler Literaturpreis – Haus der Kulturen der Welt: Pajtim Statovci (Autor) und Stefan Moster (Übersetzer) für den Roman Meine Katze Jugoslawien (finnisch: Kissani Jugoslavia)
- Leo-Perutz-Preis: Gemälde eines Mordes von Heinrich Steinfest
- Lyrikpreis Meran: Tamara Štajner
- Nobelpreis für Literatur: Han Kang
- Outstanding Artist Award für Literatur: Laura Freudenthaler
- Premio Planeta: Victoria von Paloma Sánchez-Garnica
- Prinzessin-von-Asturien-Preis: Ana Blandiana
- Rauriser Literaturpreis: Matthias Gruber
- Solothurner Literaturpreis: Anne Weber